# La Puerta, Querétaro Arteaga
La Puerta är en ort i Mexiko.   Den ligger i kommunen Cadereyta de Montes och delstaten Querétaro Arteaga, i den centrala delen av landet, 150 km norr om huvudstaden Mexico City. La Puerta ligger 1 859 meter över havet och antalet invånare är 217.
Terrängen runt La Puerta är kuperad. Runt La Puerta är det ganska tätbefolkat, med 60 invånare per kvadratkilometer. Närmaste större samhälle är Ezequiel Montes, 18,1 km väster om La Puerta. Trakten runt La Puerta består i huvudsak av gräsmarker.